# Blaus
Blaus från 1994 är ett duoalbum med gitarristen Jan ”Janka” Johansson och basisten Red Mitchell.

## Låtlista
1. Blaus (Jan ”Janka” Johansson) – 6:46
2. Bluesplankan (Jan ”Janka” Johansson) – 6:08
3. Tap Water (Jan ”Janka” Johansson) – 3:41
4. In a Sentimental Mood (Duke Ellington) – 8:55
5. Autumn Leaves (Joseph Kosma) – 4:54
6. Wave (Antônio Carlos Jobim) – 7:50
7. Lover Man (Jimmy Davis/Roger Ramirez/Jimmy Sherman) – 9:56
8. Days of Wine and Roses (Henry Mancini) – 8:38
9. Bureau Blues (Red Mitchell) – 4:49

## Medverkande
- Jan ”Janka” Johansson – gitarr
- Red Mitchell – bas, piano, sång